# Les Rayons et les Ombres
 (octobre 2022).
Si vous disposez d'ouvrages ou d'articles de référence ou si vous connaissez des sites web de qualité traitant du thème abordé ici, merci de compléter l'article en donnant les références utiles à sa vérifiabilité et en les liant à la section « Notes et références ».
Les Rayons et les Ombres est un recueil de 44 poèmes écrits après 1830 et que Victor Hugo publie en 1840.
Par cette publication, Victor Hugo prétend amener la poésie au plus près des hommes, leur faire parcourir des chemins universels, au-dessus des luttes et des partis. En quelque sorte, il pense mettre sa pensée au service d'une « Œuvre civilisatrice ».
Les Rayons traversent l'univers joyeux de la beauté, de l'amour, de la nature en fête et du souvenir des jours heureux ; à l'opposé, Les Ombres expriment la tristesse, les morts, les rois, les héros oubliés. Ensemble, ils forment la vie.
Les Rayons sont interprétés comme un symbole de la connaissance (d'où la mission de guide du poète) ; à l'inverse, Les Ombres sont interprétées comme un symbole de l'ignorance (le poète a la mission de guider les gens, en éclairant les Ombres).
Parmi les poèmes du recueil figure Oceano Nox ou encore Fonction du poète qui remplit exactement son rôle et se révèle très utile pour la compréhension de chacun.